# 蒙特格蘭德

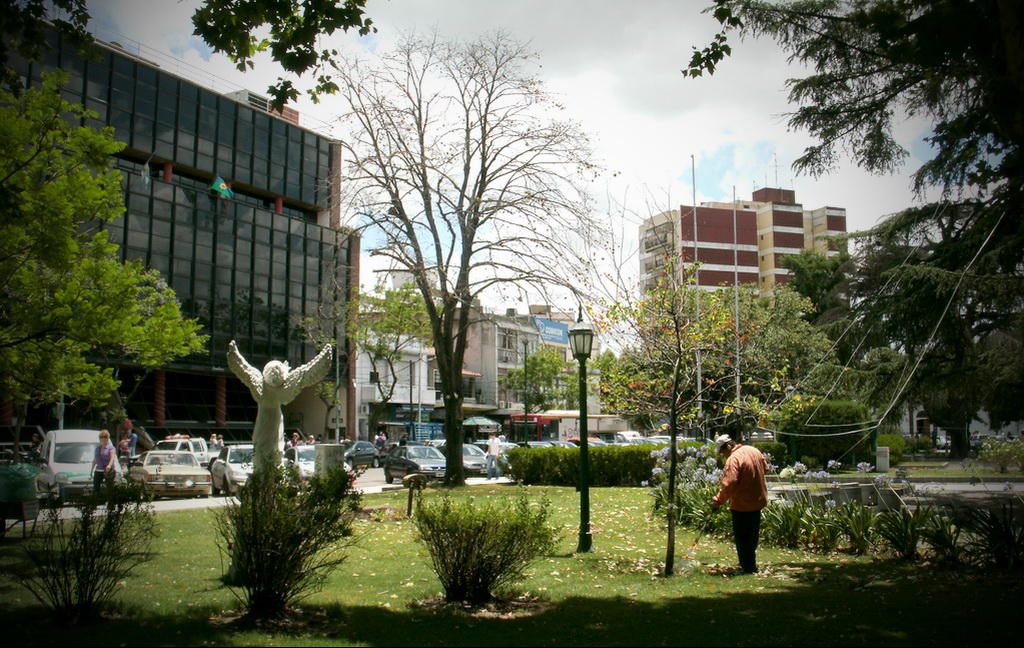
蒙特格蘭德

蒙特格蘭德是阿根廷的城市，位於該國東部，距離首都布宜諾斯艾利斯28公里，由布宜諾斯艾利斯省負責管轄，始建於1889年4月3日，面積22.57平方公里，海拔高度17米，2001年人口109,644。

## 外部連結
- History of Monte Grande （西班牙文）